# Ягодний (Амурська область)
Ягодний (рос. Ягодный) — залізничний блокпост у Сковородінському районі Амурської області Російської Федерації. Розташоване на території українського історичного та етнічного краю Зелений Клин.
Входить до складу муніципального утворення робітниче селище Єрофей Павлович. Населення становить 9 осіб (2018).

## Історія
З 20 жовтня 1932 року входить до складу новоутвореної Амурської області.
З 1 січня 2006 року органом місцевого самоврядкування є робітниче селище Єрофей Павлович.

## Населення
| 2002 | 2010 | 2012 | 2013 | 2014 | 2015 | 2016 |
| ---- | ---- | ---- | ---- | ---- | ---- | ---- |
| 16   | ↘9   | ↘8   | ↗10  | ↘7   | ↗8   | ↗9   |
| 2017 | 2018 |      |      |      |      |      |
| →9   | →9   |      |      |      |      |      |